# Matthew Brown
Matthew Benjamin Brown, född den 8 augusti 1982 i Bellevue i delstaten Washington, är en amerikansk före detta professionell basebollspelare som tog brons för USA vid olympiska sommarspelen 2008 i Peking.
Brown spelade totalt 15 matcher i Major League Baseball (MLB) för Los Angeles Angels of Anaheim (2007–2008). Hans karriär i farmarligorna (Minor League Baseball) omfattade dock över 1 000 matcher under 2001–2012 med ett slaggenomsnitt på 0,264, 137 homeruns och 597 RBI:s (inslagna poäng).